# Serie A 2010-2011 (calcio a 5)
Il campionato di Serie A 2010-2011 è stato il 22º campionato di Serie A e la 28ª manifestazione nazionale che assegnasse il titolo di campione d'Italia. La stagione regolare ha preso avvio il 2 ottobre 2010 e si è conclusa il 16 aprile 2011, prolungandosi fino 13 giugno seguente con la disputa delle partite di spareggio. La formula di Play-off e play-out è rimasta invariata: le prime otto classificate accedono direttamente agli spareggi-scudetto mentre l'undicesima e la dodicesima classificata si scontreranno nello spareggio salvezza, per decretare la terza squadra che sarà retrocessa in A2. Le ultime due classificate, esattamente la tredicesima e la quattordicesima scendono direttamente. L'unica novità concessa quest'anno è rappresentata dalla finale play-off che vale l'assegnazione dello Scudetto: non si deciderà più al meglio delle 3 gare, ma come in altri sport (vedi basket) sarà ottenuto solo al meglio delle 5 partite. Sono nove le regioni rappresentate in questo torneo. La regione maggiormente presente è l'Abruzzo con ben tre squadre. Seguono Puglia, Sardegna e Veneto con 2 squadre a testa mentre le restanti Campania, Emilia-Romagna, Lazio e Sicilia sono rappresentate da una sola squadra ciascuna, assieme al Piemonte, che dopo nove anni d'assenza vede la presenza di una nuova compagine, ovvero il neopromosso Asti.
La squadra campione in carica è il Montesilvano, vincitrice del suo primo scudetto. A prendere il posto di Napoli ed Arzignano retrocesse in Serie A2, sono stati l'Asti, l'Acqua e Sapone (vincitori dei due gironi di Serie A2) e lo Sport Five Putignano, promosso tramite i play-off. Per tutte le neopromosse si tratta del debutto nella massima serie. Al posto della Barrese, esclusa dal campionato e quindi confluita nel nuovo Marigliano-Marcianise, è stato ripescato l'Atiesse, sconfitto nei play-out dal Cagliari.

## Avvenimenti

### Sorteggio calendari
Il sorteggio del campionato di calcio 2010-2011 è avvenuto a Roma il 6 agosto.

## Squadre partecipanti[2]
| Club          | Città                   | Palazzetto                      | Risultato Stagione 2009-2010                   |
| ------------- | ----------------------- | ------------------------------- | ---------------------------------------------- |
| Pescara       | Città Sant'Angelo       | Pala Castagna                   | 1º posto in Serie A2 gir. B                    |
| Asti          | Asti                    | Pala San Quirico                | 1º posto in Serie A2 gir. A                    |
| Atiesse       | Quartu Sant'Elena       | Palazzo dello Sport comunale    | 11º posto in Serie A (ripescato)               |
| Augusta       | Augusta                 | Palajonio                       | 5º posto in Serie A, elim. ai quarti play-off  |
| Bisceglie     | Bisceglie               | Paladolmen                      | 4º posto in Serie A, elim. in sem. play-off    |
| Cagliari      | Cagliari                | PalaConi                        | 12º posto in Serie A                           |
| Kaos          | Bologna                 | PalaSavena                      | 8º posto in Serie A, elim. ai quarti play-off  |
| Lazio         | Roma                    | Pala To Live                    | 7º posto in Serie A, elim. ai quarti play-off  |
| Luparense     | San Martino di Lupari   | Palazzetto dello Sport comunale | 3º posto in Serie A, elim. in sem. play-off    |
| Marca         | Castelfranco Veneto     | PalaMazzalovo (Montebelluna)    | 1º posto in Serie A, elim. in finale play-off  |
| Montesilvano  | Montesilvano            | PalaRoma                        | 2º posto in Serie A, Campione d'Italia         |
| Napoli Vesevo | Castellammare di Stabia | PalaJacazzi (Aversa)            | 6º posto in Serie A, elim. ai quarti play-off  |
| Pescara       | Pescara                 | PalaRigopiano                   | 9º posto in Serie A                            |
| Sport Five    | Putignano               | PalaFive Massimo Sbiroli        | 2º posto in Serie A2 gir. B, prom. ai play-off |

## Sponsor
| Club          | Sponsor Tecnico | Sponsor Ufficiale                   |
| ------------- | --------------- | ----------------------------------- |
| Pescara       | Givova          | Acqua & Sapone                      |
| Asti          | Agla            | Garage Soderini                     |
| Atiesse       | Agla            | Sgaravatti Land                     |
| Augusta       | Joma            | ISAB                                |
| Bisceglie     | Joma            | RAMS 23                             |
| Cagliari      | Erreà           | IVI petrolifera                     |
| Kaos          | Macron          | King Kong overside                  |
| Lazio         | Legea           | APF marketing                       |
| Luparense     | Joma            | Alter Ego                           |
| Marca         | Nike            | io Master                           |
| Montesilvano  | Agla            | Daf Chemiservice                    |
| Napoli Vesevo | Gimer Sport     | Ingromarket                         |
| Pescara       | Givova          | Ponzio                              |
| Sport Five    | Erreà           | Promomedia (pubblicità e marketing) |

## Stagione regolare

### Classifica[6]
|  | Pos. | Squadra       | Pt | G  | V  | N | P  | GF  | GS  | DR  |
|  | ---- | ------------- | -- | -- | -- | - | -- | --- | --- | --- |
|  | 1.   | Marca         | 65 | 26 | 20 | 5 | 1  | 104 | 45  | +59 |
|  | 2.   | Luparense     | 53 | 26 | 16 | 5 | 5  | 99  | 54  | +44 |
|  | 3.   | Lazio         | 49 | 26 | 15 | 4 | 7  | 97  | 73  | +24 |
|  | 4.   | Montesilvano  | 49 | 26 | 14 | 7 | 5  | 80  | 53  | +27 |
|  | 5.   | Bisceglie     | 47 | 26 | 14 | 5 | 7  | 70  | 61  | +11 |
|  | 6.   | Pescara       | 46 | 26 | 14 | 4 | 8  | 89  | 89  | +0  |
|  | 7.   | Asti          | 42 | 26 | 12 | 6 | 8  | 91  | 73  | +18 |
|  | 8.   | Sport Five    | 38 | 26 | 12 | 2 | 12 | 83  | 76  | +7  |
|  | 9.   | Kaos          | 33 | 26 | 9  | 6 | 11 | 82  | 89  | -7  |
|  | 10.  | Pescara       | 30 | 26 | 9  | 3 | 14 | 61  | 70  | -9  |
|  | 11.  | Augusta       | 25 | 26 | 6  | 7 | 13 | 72  | 105 | -33 |
|  | 12.  | Cagliari      | 16 | 26 | 4  | 4 | 18 | 67  | 88  | -21 |
|  | 13.  | Napoli Vesevo | 12 | 26 | 3  | 3 | 20 | 47  | 114 | -67 |
|  | 14.  | Atiesse       | 10 | 26 | 3  | 1 | 22 | 51  | 103 | -52 |

### Verdetti
- Marca Futsal campione d'Italia 2010-11 e qualificata alla Coppa UEFA 2011-12
- Montesilvano qualificato alla Coppa UEFA 2011-12 in quanto detentore del trofeo.
- Atiesse, Napoli Vesevo e, dopo i play-out, Cagliari retrocessi in Serie A2 2011-12

### Calendario e risultati
| andata      | 1ª giornata                | ritorno     |
| 2 ott. 2010 |                            | 5 gen. 2011 |
| 7-2         | Luparense - Atiesse        | 4-1         |
| 1-1         | Bisceglie - Acqua & Sapone | 6-0         |
| 1-2         | Cagliari - Putignano       | 0-4         |
| 2-1         | Montesilvano - Asti        | 2-2         |
| 4-4         | Kaos - Augusta             | 2-0         |
| 1-3         | Vesevo - Lazio             | 2-4         |
| 4-4         | Pescara - Marca Futsal     | 2-5         |

| andata       | 4ª giornata              | ritorno      |
| 30 ott. 2010 |                          | 22 gen. 2011 |
| 0-1          | Acqua & Sapone - Pescara | 1-2          |
| 8-3          | Luparense - Kaos         | 2-2          |
| 3-5          | Asti - Marca Futsal      | 2-6          |
| 0-3          | Atiesse - Montesilvano   | 0-3          |
| 5-2          | Augusta - Vesevo         | 2-5          |
| 4-2          | Lazio - Cagliari         | 5-3          |
| 8-5          | Putignano - Bisceglie    | 3-1          |

| andata       | 7ª giornata            | ritorno      |
| 20 nov. 2010 |                        | 12 feb. 2011 |
| 6-2          | Asti - Acqua & Sapone  | 2-1          |
| 1-2          | Cagliari - Bisceglie   | 4-4          |
| 3-1          | Montesilvano - Kaos    | 4-1          |
| 8-3          | Lazio - Augusta        | 0-1          |
| 2-0          | Marca Futsal - Atiesse | 5-2          |
| 0-3          | Vesevo - Luparense     | 2-11         |
| 3-2          | Pescara - Putignano    | 3-2          |

| andata      | 10ª giornata             | ritorno      |
| 8 dic. 2010 |                          | 26 mar. 2011 |
| 10-4        | Luparense - Lazio        | 2-2          |
| 2-4         | Atiesse - Acqua & Sapone | 1-7          |
| 5-2         | Augusta - Cagliari       | 2-5          |
| 3-4         | Bisceglie - Pescara      | 1-6          |
| 7-1         | Montesilvano - Vesevo    | 5-2          |
| 2-2         | Kaos - Marca Futsal      | 3-3          |
| 3-3         | Putignano - Asti         | 2-6          |

| andata       | 13ª giornata          | ritorno      |
| 29 dic. 2010 |                       | 16 apr. 2011 |
| 3-4          | Acqua & Sapone - Kaos | 5-7          |
| 2-2          | Asti - Bisceglie      | 1-3          |
| 2-6          | Atiesse - Putignano   | 4-3          |
| 2-2          | Augusta - Luparense   | 0-3          |
| 6-2          | Lazio - Montesilvano  | 1-2          |
| 10-3         | Marca Futsal - Vesevo | 4-1          |
| 6-4          | Pescara - Cagliari    | 5-4          |

| andata      | 2ª giornata                   | ritorno     |
| 9 ott. 2010 |                               | 8 gen. 2011 |
| 2-2         | Acqua & Sapone - Montesilvano | 1-2         |
| 6-1         | Asti - Vesevo                 | 3-2         |
| 0-7         | Atiesse - Kaos                | 4-6         |
| 2-2         | Augusta - Bisceglie           | 2-4         |
| 9-3         | Lazio - Pescara               | 2-2         |
| 4-0         | Marca Futsal - Cagliari       | 5-3         |
| 3-2         | Putignano - Luparense         | 4-6         |

| andata      | 5ª giornata                   | ritorno      |
| 6 nov. 2010 |                               | 29 gen. 2011 |
| 1-0         | Bisceglie - Luparense         | 1-4          |
| 0-3         | Cagliari - Kaos               | 4-4          |
| 3-1         | Montesilvano - Putignano      | 4-1          |
| 3-2         | Lazio - Asti                  | 2-2          |
| 4-0         | Marca Futsal - Acqua & Sapone | 3-2          |
| 4-3         | Vesevo - Atiesse              | 4-1          |
| 7-3         | Pescara - Augusta             | 4-6          |

| andata       | 8ª giornata               | ritorno     |
| 27 nov. 2010 |                           | 5 mar. 2011 |
| 3-1          | Acqua & Sapone - Cagliari | 2-1         |
| 4-1          | Luparense - Pescara       | 4-5         |
| 2-3          | Atiesse - Lazio           | 1-2         |
| 7-5          | Augusta - Asti            | 5-5         |
| 3-0          | Bisceglie - Montesilvano  | 3-3         |
| 5-1          | Kaos - Vesevo             | 2-2         |
| 1-4          | Putignano - Marca Futsal  | 1-4         |

| andata       | 11ª giornata               | ritorno     |
| 11 dic. 2010 |                            | 2 apr. 2011 |
| 2-1          | Acqua & Sapone - Putignano | 1-4         |
| 1-0          | Asti - Luparense           | 3-4         |
| 3-2          | Augusta - Atiesse          | 5-5         |
| 8-1          | Cagliari - Vesevo          | 3-3         |
| 6-4          | Lazio - Kaos               | 9-3         |
| 5-2          | Marca Futsal - Bisceglie   | 1-2         |
| 4-4          | Pescara - Montesilvano     | 3-3         |

| andata       | 3ª giornata             | ritorno      |
| 16 ott. 2010 |                         | 15 gen. 2011 |
| 2-1          | Bisceglie - Atiesse     | 3-2          |
| 1-3          | Cagliari - Luparense    | 3-5          |
| 10-1         | Montesilvano - Augusta  | 1-1          |
| 4-2          | Kaos - Putignano        | 2-5          |
| 6-0          | Marca Futsal - Lazio    | 0-0          |
| 2-3          | Vesevo - Acqua & Sapone | 2-4          |
| 1-6          | Pescara - Asti          | 2-6          |

| andata       | 6ª giornata              | ritorno     |
| 13 nov. 2010 |                          | 5 feb. 2011 |
| 3-4          | Acqua & Sapone - Lazio   | 2-1         |
| 2-2          | Luparense - Montesilvano | 4-3         |
| 5-3          | Asti - Cagliari          | 3-3         |
| 4-1          | Atiesse - Pescara        | 4-6         |
| 2-3          | Augusta - Marca Futsal   | 2-5         |
| 0-1          | Kaos - Bisceglie         | 1-4         |
| 6-0          | Putignano - Vesevo       | 1-1         |

| andata      | 9ª giornata              | ritorno      |
| 4 dic. 2010 |                          | 19 mar. 2011 |
| 7-4         | Acqua & Sapone - Augusta | 2-2          |
| 3-2         | Asti - Atiesse           | 2-4          |
| 1-2         | Cagliari - Montesilvano  | 2-4          |
| 8-2         | Lazio - Putignano        | 4-6          |
| 2-1         | Marca Futsal - Luparense | 3-3          |
| 3-5         | Vesevo - Bisceglie       | 0-2          |
| 3-1         | Pescara - Kaos           | 3-5          |

| andata       | 12ª giornata                | ritorno     |
| 18 dic. 2010 |                             | 9 apr. 2011 |
| 2-1          | Luparense - Acqua & Sapone  | 3-2         |
| 4-2          | Bisceglie - Lazio           | 3-5         |
| 4-1          | Cagliari - Atiesse          | 4-1         |
| 0-3          | Montesilvano - Marca Futsal | 4-6         |
| 3-5          | Kaos - Asti                 | 3-6         |
| 1-2          | Vesevo - Pescara            | 1-6         |
| 7-2          | Putignano - Augusta         | 3-1         |

### Statistiche e record

#### Classifica marcatori
Rodolfo Fortino vince il titolo di capocannoniere della stagione regolare 2010-2011.
| Gol |  |  | Giocatore         | Squadra                    |
| --- |  |  | ----------------- | -------------------------- |
| 30  |  |  | Rodolfo Fortino   | Augusta                    |
| 26  |  |  | Vampeta           | Luparense                  |
| 25  |  |  | Gabriel Lima      | Asti                       |
| 22  |  |  | Diego Cavinato    | Asti                       |
| 21  |  |  | Denilson Manzali  | Sport Five                 |
| 19  |  |  | Mauro Canal       | Luparense                  |
| 19  |  |  | Rogério           | Montesilvano               |
| 17  |  |  | Edgar Bertoni     | Marca                      |
| 17  |  |  | Alessandro Patias | Marca                      |
| 16  |  |  | Eduardo Morgado   | Pescara                    |
| 15  |  |  | Ramon             | Asti                       |
| 15  |  |  | Humberto Honorio  | Luparense                  |
| 15  |  |  | Douglas Nicolodi  | Pescara (13) Bisceglie (2) |

| Gol |  |  | Giocatore         | Squadra       |
| --- |  |  | ----------------- | ------------- |
| 14  |  |  | Vanderlei Bonfim  | Cagliari      |
| 14  |  |  | Antonio Campano   | Napoli Vesevo |
| 14  |  |  | PC                | Pescara       |
| 14  |  |  | Noro              | Sport Five    |
| 14  |  |  | Edgar Schurtz     | Pescara       |
| 14  |  |  | Fernando Silveira | Sport Five    |
| 14  |  |  | Sandro Zanetti    | Lazio         |
| 13  |  |  | Adelmo            | Sport Five    |
| 13  |  |  | Anderson Ferreira | Kaos          |
| 13  |  |  | Marquinho         | Kaos          |
| 13  |  |  | Patrick Nora      | Marca         |
| 13  |  |  | Alcides Pereira   | Bisceglie     |
| 13  |  |  | Fernando Wilhelm  | Marca         |

#### Record
- Maggior numero di vittorie: Marca (20)
- Minor numero di sconfitte: Marca (1)
- Migliore attacco: Marca (104)
- Miglior difesa: Marca (45)
- Miglior differenza reti: Marca (+59)
- Maggior numero di pareggi: Montesilvano e Augusta (7)
- Minor numero di pareggi: Atiesse (1)
- Minor numero di vittorie: Atiesse e Napoli Vesevo (3)
- Maggior numero di sconfitte: Atiesse (22)
- Peggiore attacco: Napoli Vesevo (47)
- Peggior difesa: Napoli Vesevo (114)
- Peggior differenza reti: Napoli Vesevo (-67)
- Partita con più reti: Luparense - Lazio 10-4 (14)
- Partita casalinga con maggiore scarto di gol: Luparense - Napoli Vesevo 11-2 (9)
- Partita in trasferta con maggiore scarto di gol: Atiesse - Kaos 0-7 (7)
- Miglior serie positiva: Marca (23)
- Risultato più frequente: 2-2 (13)
- Totale dei gol segnati: 1093

## Play-off

### Formula

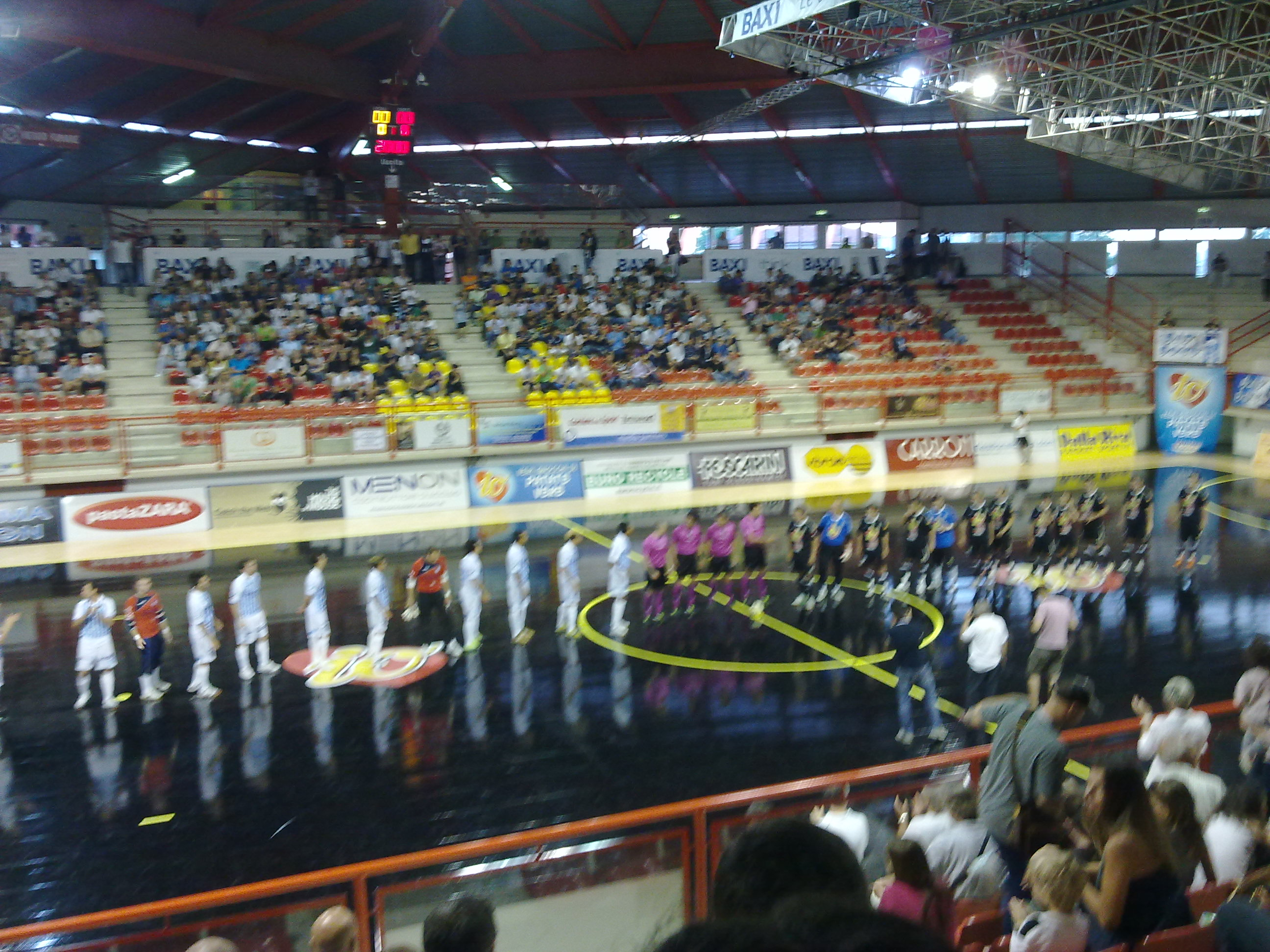
Inizio gara2 tra la Marca e il Pescara al PalaInfoplus

Ai play-off valevoli per lo scudetto sono qualificate d'ufficio le società classificatesi ai primi otto posti al termine della stagione regolare. Gli incontri dei quarti di finale e delle semifinali sono a eliminazione diretta con gare di andata e ritorno. Gli incontri di ritorno saranno effettuati in casa delle squadre meglio classificate al termine della "stagione regolare". Al termine degli incontri saranno dichiarate vincenti le squadre, che nelle due partite di andata e di ritorno, avranno ottenuto il maggior punteggio. In caso di parità di punti tra le due squadre al termine delle due gare, indipendentemente dalla differenza reti, si disputerà una terza gara di spareggio da giocarsi sempre sul campo della migliore classificata al termine della stagione regolare. In caso di parità al termine della terza gara si giocheranno due tempi supplementari di 5 minuti ciascuno. Qualora anche al termine di questi le squadre fossero in parità sarà considerata vincente la squadra in migliore posizione di classifica al termine della "stagione regolare". A differenza delle precedenti edizioni, la finale si disputerà al meglio delle cinque gare secondo l'ordine di seguito evidenziato: 1ª gara in casa della squadra meglio classificata al termine della "stagione regolare"; 2ª e 3ª gara in casa della squadra peggio classificata al termine della “stagione regolare”; 4^ (eventuale) e 5ª gara (eventuale) in casa della squadra meglio classificata al termine della "stagione regolare". Al termine degli incontri saranno dichiarate vincenti le squadre, che avranno ottenuto il maggior punteggio. In caso di parità al termine della prima gara, della seconda gara, della terza gara e della eventuale quarta gara, si procederà direttamente all'effettuazione dei tiri di rigore. In caso di parità al termine della (eventuale) quinta gara si giocheranno due tempi supplementari di 5 minuti ciascuno. Qualora anche al termine di questi le squadre fossero in parità si procederà all'effettuazione dei tiri di rigore.

### Tabellone
|  | Quarti di finale | Quarti di finale | Quarti di finale | Quarti di finale | Quarti di finale |   |              | Semifinali | Semifinali | Semifinali | Semifinali | Semifinali |  |  | Finale | Finale | Finale | Finale | Finale | Finale | Finale |
|  |                  |                  |                  |                  |                  |   |              |            |            |            |            |            |  |  |        |        |        |        |        |        |        |
|  | 1                | Marca            | 8                | 5                | -                |   |              |            |            |            |            |            |  |  |        |        |        |        |        |        |        |
|  | 8                | Sport Five       | 3                | 2                | -                |   |              |            |            |            |            |            |  |  |        |        |        |        |        |        |        |
|  | 8                | Sport Five       | 3                | 2                | -                |   | 1            | Marca      | 0          | 5          | -          |            |  |  |        |        |        |        |        |        |        |
|  |                  |                  |                  |                  |                  |   | 1            | Marca      | 0          | 5          | -          |            |  |  |        |        |        |        |        |        |        |
|  |                  | 4                | Montesilvano     | 0                | 3                | - |              |            |            |            |            |            |  |  |        |        |        |        |        |        |        |
|  | 4                | 4                | Montesilvano     | 0                | 3                | - | Montesilvano | 3          | 3          | -          |            |            |  |  |        |        |        |        |        |        |        |
|  | 4                |                  |                  |                  |                  |   | Montesilvano | 3          | 3          | -          |            |            |  |  |        |        |        |        |        |        |        |
|  | 5                | Bisceglie        | 2                | 3                | -                |   |              |            |            |            |            |            |  |  |        |        |        |        |        |        |        |
|  |                  |                  |                  |                  |                  |   |              |            |            |            |            |            |  |  | 1      | Marca  | 4      | 2      | 1      | 7      | -      |
|  |                  |                  | 6                | Pescara          | 3                | 1 | 2            | 1          | -          |            |            |            |  |  |        |        |        |        |        |        |        |
|  | 6                | Pescara          | 3                | 1                | -                |   |              |            |            |            |            |            |  |  |        |        |        |        |        |        |        |
|  | 3                | Lazio            | 2                | 1                | -                |   |              |            |            |            |            |            |  |  |        |        |        |        |        |        |        |
|  | 3                | Lazio            | 2                | 1                | -                |   | 6            | Pescara    | 2          | 4          | -          |            |  |  |        |        |        |        |        |        |        |
|  |                  |                  |                  |                  |                  |   | 6            | Pescara    | 2          | 4          | -          |            |  |  |        |        |        |        |        |        |        |
|  |                  | 2                | Luparense        | 2                | 3                | - |              |            |            |            |            |            |  |  |        |        |        |        |        |        |        |
|  | 2                | 2                | Luparense        | 2                | 3                | - | Luparense    | 5          | 5          | -          |            |            |  |  |        |        |        |        |        |        |        |
|  | 2                |                  |                  |                  |                  |   | Luparense    | 5          | 5          | -          |            |            |  |  |        |        |        |        |        |        |        |
|  | 7                | Asti             | 3                | 1                | -                |   |              |            |            |            |            |            |  |  |        |        |        |        |        |        |        |

### Risultati

#### Quarti di finale

##### Gara 1
| Arbitri: | Maria Luisa Fecola (Forlì) Domenico Daidone (Trapani) Gaetano Brindisi (Potenza) |
| Crono:   | Antonio Sessa (Foggia)                                                           |

|                                                         |           | |
| Leggiero 10'22'’ Silveira 34'31'’ Adelmo 35'58'’ (rig.) | Marcatori | 1'18'’ Fabiano 3'14'’ (aut.) Piffer 22'52'’ E. Bertoni 28'04'’ (rig.) , 37'04'’ Patias 35'47'’ Wilhelm 36'41'’, 38'07'’ (t.l.) Duarte |

| Arbitri: | Francesca Muccardo (Roma 2) Alberto Maestroni (Varese) Sergio Scali (Pinerolo) |
| Crono:   | Nicola Mantovani (Gallarate)                                                   |

|                                              |           |                                                                                    |
| Ramon 7'08'’ Licciardi 19'26'’ Ramon 23'17'’ | Marcatori | 16'26'’ Sandrinho 19'34'’ Vampeta 31'35'’ Honorio 33'49'’ Pellegrini 38'08'’ Weber |

| Arbitri: | Pierluigi Bedendo (Rovigo) Andrea Giada (Mestre) Rocco De Francesco (Bari) |
| Crono:   | Ruggiero Chiariello (Barletta)                                             |

|                                    |           |                              |
| PC 0'23'’ Nicolodi 9'54'’, 36'27'’ | Marcatori | 30'08'’ Fornari 33'10'’ Nuno |

| Arbitri: | Roberto Chiarello (Nichelino) Mirko D'Angeli (Pesaro) Mirco Romanelli (Fermo) |
| Crono:   | Michele Calaprice (Bari)                                                      |

|                       |           |                                    |
| Dao 15'30'’ Laion 39’ | Marcatori | 12'15'’ Borruto 28’, 38’ Cuzzolino |

##### Gara 2
| Arbitri: | Franco Gallozzi (Cassino) Giorgio D'Agostino (Sondrio) Mauro De Coppi (Conegliano) |
| Crono:   | Costantino Andriotto (Adria)                                                       |

|                                                                       |           |                           |
| Jonas 26'28'’, 27'38'’ E. Bertoni 35'59'’ Nora 38'21'’ Duarte 39'15'’ | Marcatori | 19'19'’, 23'48'’ Silveira |

| Arbitri: | Antonio Marogna (Sassari) Gaetano Gangilli (La Spezia) Marcello Mezzasalma (Bassano) |
| Crono:   | Alessandro Solari (Genova)                                                           |

|                                                                                 |           |               |
| G. Ayala 8'40'’ Mielo 24'35'’ Pellegrini 27'52'’ G. Ayala 30'13'’ Weber 39'54'’ | Marcatori | 31'46'’ Honda |

| Arbitri: | Giacomo De Varti (Foggia) Giovanni Muratore (Perugia) Giuseppe Fornelli (Molfetta) |
| Crono:   | Raffaele Ziri (Barletta)                                                           |

|                |           |                |
| Zanetti 32'37’ | Marcatori | 1'38'’ Correia |

| Arbitri: | Stefano Lena (Treviso) Luca Giacomin (Mestre) Antonio Di Vito (Ariano Irpino) |
| Crono:   | Francesco Cirillo (Rovereto)                                                  |

|                                        |           |                                         |
| Foglia 1'14'’ Rogério 29'11'’, 31'32'’ | Marcatori | 22'09'’, 35'59'’ Jeffe 35'59'’ Jubanski |

#### Semifinali

##### Gara 1
| Montesilvano 20 maggio 2011, ore 20:00 | Montesilvano                                                                             | 0 – 0 (0-0) referto | Marca | PalaRoma\| Arbitri: \| Vittorio Sperati (Rieti) Marco Paolone (Campobasso) Francesco Peroni (Città di Castello) \| \| Crono: \| Rosario La Cerra (Battipaglia) \| |
| Arbitri:                               | Vittorio Sperati (Rieti) Marco Paolone (Campobasso) Francesco Peroni (Città di Castello) |                     |       | |
| Crono:                                 | Rosario La Cerra (Battipaglia)                                                           |                     |       | |

| Arbitri: | Nicola Gisondi (Molfetta) Claudio Valle (Mantova) Mario Donati (Foligno) |
| Crono:   | Mario Filippini (Roma 1)                                                 |

|                               |           |                                     |
| Schurtz 5'45'’ Correia 9'03'’ | Marcatori | 13'19'’ Pellegrini 14'27'’ G. Ayala |

##### Gara 2
| Arbitri: | Angelo Grimaldi (Vibo Valentia) Aniello Prisco (Frosinone) Cristian Tonelli (Forlì) |
| Crono:   | Alessandro Ferrari (Legnano)                                                        |

|                                                                                           |           |                                                        |
| Duarte 6'51'’ E. Bertoni 12'01'’ Duarte 17'29'’ (t.l.) Wilhelm 30'51'’ E. Bertoni 38'45'’ | Marcatori | 14'09'’ (t.l.), 19'37'’ (t.l.) Rogério 25'30'’ Borruto |

| Arbitri: | Gaetano Trinchese (Nola) Luca Marconi (Terni) Francesco Cirillo (Rovereto) |
| Crono:   | Vincenzo Rossi (Trento)                                                    |

|                                                      |           |                                                    |
| Honorio 17'30'’ Pellegrini 31'16'’ Chilavert 38'37'’ | Marcatori | 13'15'’, 20'34'’ PC 33'53'’ Correia 37'05'’ Menini |

#### Finale

##### Gara 1
| Arbitri: | Angelo Galante (Ancona) Fabio Gelonese (Milano) Marco Vocca (Battipaglia) |
| Crono:   | Giuseppe Di Gregorio (Enna)                                               |

|                                                                      |           |                                                    |
| Fabiano 15'58'’ Duarte 17'51'’ (t.l.) Fabiano 26'22'’ Patias 37'27'’ | Marcatori | 1'12'’ Velázquez 38'35'’ Nicolodi 39'45'’ Nicolodi |

##### Gara 2
| Arbitri: | Leonardo Balli (Prato) Mario Iacuzio (Nocera Inferiore) Tito Stampacchia (Modena) |
| Crono:   | Antonio Gallo (Torre Annunziata)                                                  |

|                        |           |              |
| Duarte 20'29'’ 20'41'’ | Marcatori | 17'29'’ Bico |

##### Gara 3
| Arbitri: | Francesco Massini (Roma 1) Giovanni Cossu (Cagliari) Gianluca Mastri (Jesi) |
| Crono:   | Giancarlo Lombardi (Roma 1)                                                 |

|                              |           |              |
| PC 11'07'’ Velazquez 33'16'’ | Marcatori | 6'29'’ Jonas |

##### Gara 4
| Arbitri: | Alessandro Malfer (Rovereto) Arnaldo Ciciarello (Catanzaro) Giacomo De Varti (Foggia) |
| Crono:   | Luca Rutigliano (Bari)                                                                |

|                 |           |                                                                                               |
| Morgado 35'26'’ | Marcatori | 11'42'’ Jonas 16'07'’, 22'34'’ Patias 28'30'’, 35'38'’ E. Bertoni 32'26'’ Nora 36'03'’ Feller |

### Classifica marcatori play-off
| Gol |  |  | Giocatore           | Squadra      |
| --- |  |  | ------------------- | ------------ |
| 8   |  |  | Vinícius Duarte     | Marca        |
| 6   |  |  | Edgar Bertoni       | Marca        |
| 5   |  |  | Alessandro Patias   | Marca        |
| 4   |  |  | Douglas Nicolodi    | Pescara      |
| 4   |  |  | PC                  | Pescara      |
| 4   |  |  | Anderson Pellegrini | Luparense    |
| 4   |  |  | Rogério             | Montesilvano |
| 3   |  |  | Fabiano Assad       | Marca        |
| 3   |  |  | Gabriel Ayala       | Luparense    |
| 3   |  |  | Douglas Correia     | Pescara      |
| 3   |  |  | Jonas               | Marca        |

| Gol |  |  | Giocatore         | Squadra      |
| --- |  |  | ----------------- | ------------ |
| 3   |  |  | Fernando Silveira | Sport Five   |
| 2   |  |  | Cristian Borruto  | Montesilvano |
| 2   |  |  | Leandro Cuzzolino | Montesilvano |
| 2   |  |  | Humberto Honorio  | Luparense    |
| 2   |  |  | Jeffe             | Bisceglie    |
| 2   |  |  | Patrick Nora      | Marca        |
| 2   |  |  | Ramon             | Asti         |
| 2   |  |  | Óscar Velazquez   | Pescara      |
| 2   |  |  | Miguel Weber      | Luparense    |
| 2   |  |  | Fernando Wilhelm  | Marca        |

## Play-out

### Formula
Le squadre che hanno concluso il campionato all'undicesima e alla dodicesima posizione si affronteranno in un doppio spareggio (andata e ritorno, la prima partita verrà giocata in casa della peggio classificata) per determinare la terza retrocessione in serie A2. 

### Risultati

#### Andata
| Arbitri: | Tito Stampacchia (Modena) Giancarlo Lombardi (Roma 1) Walter Mameli (Cagliari) |
| Crono:   | Andrea Schintu (Cagliari)                                                      |

|                                        |           |                                                                                       |
| Lastrucci 27'23'’ Belem 32'20'’ (aut.) | Marcatori | 7'29'’ Fortino 19'25'’ Saiotti 22'44'’ Merlim 23'56'’, 30'14'’ Saiotti 39'42'’ Vágner |

#### Ritorno
| Arbitri: | Antonio Barbiero (Vicenza) Pasquale Casale (Firenze) Giuseppe Di Gregorio (Enna) |
| Crono:   | Nunzio Saitta (Catania)                                                          |

|                                                                       |           |                                                                         |
| Vilela 8'20'’ Fortino 10'32'’, 16'50'’ Vilela 38'36'’ Fortino 39'16'’ | Marcatori | 15'11'’ Zancanaro 33'29'’ Lastrucci 35'24'’ Zancanaro 38'23'’ Lastrucci |

## Supercoppa italiana
La tredicesima Supercoppa italiana si è svolta sabato 18 settembre alle ore 20:30 a Montesilvano nel Palazzetto dello Sport Corrado Roma tra i Campioni d'Italia del Montesilvano e i detentori della Coppa Italia della Marca Futsal.
La coppa è stata vinta dalla squadra veneta per 3 a 0 e Fernando Wilhelm premiato come miglior giocatore.
| Arbitri: | Alessandro Malfer (Rovereto) Damiano Calaprice (Bari) Andrea Bagnariol (Pordenone) |
| Crono:   | Dario Fiorentino (Barletta)                                                        |

| |            | |
| | Marcatori  | 15'33'’ Wilhelm 20'56'’ Bellomo 29'07'’ Nora |
| Stefano Mammarella Márcio Forte Fabricio Calderolli Hernán Garcias Leandro Cuzzolino Andrea Fragassi Alexandre Ghiotti Rogério Francesco Scordella Dario Dell'Oso | Formazioni | · Alexandre Feller · Fernando Wilhelm · Alessandro Patias · Jonas · Patrick Nora · Marco Caverzan · Vinícius Duarte · Erick Bellomo · Edgar Bertoni · Emanuele Ricci · Leonardo Calmonte · Alberto Taborra |
| Fulvio Colini | Allenatori | Tiago Polido |